# Wereldkampioenschap voetbal 1990 (kwalificatie)
116 teams schreven zich in voor de kwalificatie van het Wereldkampioenschap voetbal 1990. Gastland Italië en titelverdediger Argentinië waren automatisch geplaatst.

## Gekwalificeerde landen
Voor Europa waren veertien tickets beschikbaar, evenveel als vorig WK. West-Duitsland, België, Engeland, Spanje, de Sovjet-Unie, Italië en Schotland plaatsten zich opnieuw. De plaatsen van Denemarken en Bulgarije, Hongarije en Noord-Ierland, Portugal, Frankrijk en Polen werden ingenomen door respectievelijk Roemenië, Ierland, Tsjecho-Slowakije, Joegoslavië en Zweden. De twee resterende tickets werden behaald door Nederland en Oostenrijk.
Vier teams uit Zuid-Amerika deden mee aan het dit WK, evenveel als het vorige WK. Argentinië, Brazilië en Uruguay plaatsten zich opnieuw, Paraguay werd uitgeschakeld door Colombia. In Noord-Amerika namen Costa Rica en de Verenigde Staten de plaats in van Mexico en Canada. In Afrika werd Algerije uitgeschakeld door Egypte, Kameroen nam de plaats van Marokko in. In Azië was Zuid-Korea er opnieuw bij, de Verenigde Arabische Emiraten namen de plaats van Irak in. 

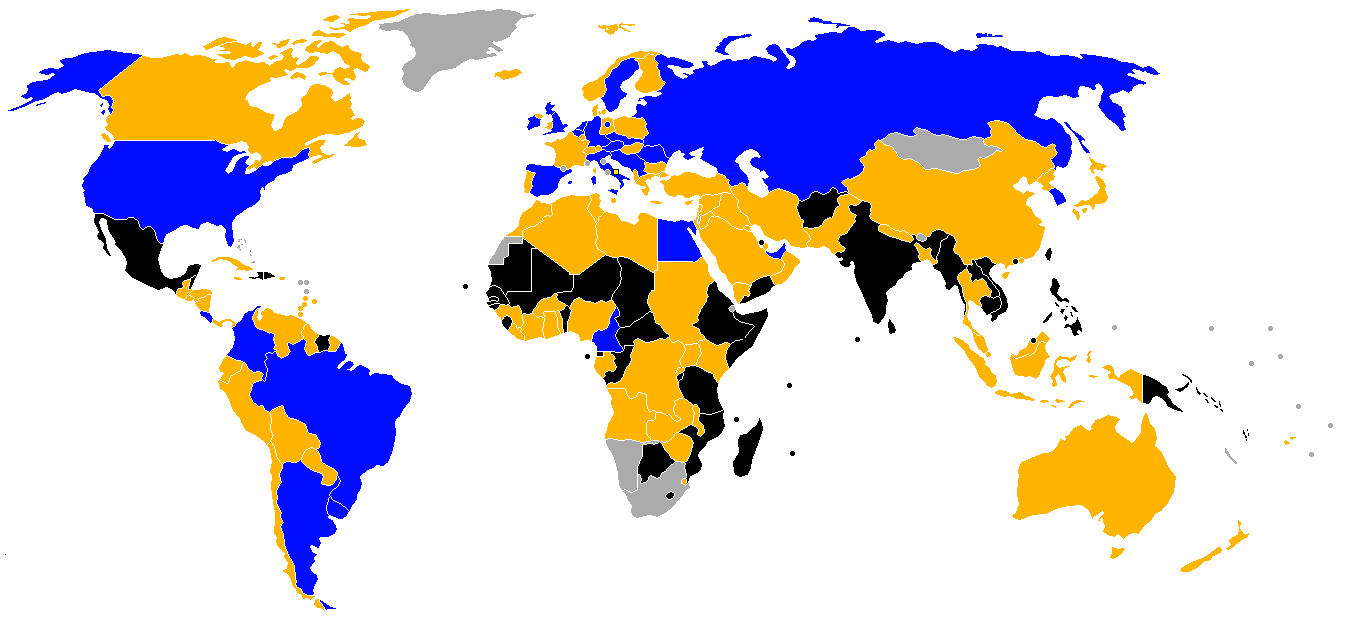
Gekwalificeerd voor het Wereldkampioenschap
Niet gekwalificeerd voor het Wereldkampioenschap
Niet ingeschreven voor de kwalificaties
Geen FIFA-lid

| FIFA-lid                     | Confederatie | Kwalificatie                              | Aantal dln. (inclusief 1990) | Dln. op rij | Eerste dln. | Laatste dln. | Titels (exclusief 1990) | Beste prestatie |
| ---------------------------- | ------------ | ----------------------------------------- | ---------------------------- | ----------- | ----------- | ------------ | ----------------------- | --------------- |
| Argentinië                   | CONMEBOL     | Titelverdediger                           | 10                           | 5           | 1930        | 1986         | 2                       | Wereldkampioen  |
| Uruguay                      | CONMEBOL     | Winnaar groep 1                           | 9                            | 2           | 1930        | 1986         | 2                       | Wereldkampioen  |
| Brazilië                     | CONMEBOL     | Winnaar groep 3                           | 14                           | 14          | 1930        | 1986         | 3                       | Wereldkampioen  |
| Costa Rica                   | CONCACAF     | Eerste finalegroep                        | 1e                           | 1           | n.v.t.      | n.v.t.       | n.v.t.                  | n.v.t.          |
| Verenigde Staten             | CONCACAF     | Tweede finalegroep                        | 4e                           | 1           | 1930        | 1950         | 0                       | Derde           |
| Italië                       | UEFA         | Gastland                                  | 12e                          | 8           | 1934        | 1986         | 3                       | Winnaar         |
| Roemenië                     | UEFA         | Winnaar groep 1                           | 5e                           | 1           | 1930        | 1970         | 0                       | Groepsfase      |
| Zweden                       | UEFA         | Winnaar groep 2                           | 8e                           | 1           | 1934        | 1978         | 0                       | Tweede          |
| Engeland                     | UEFA         | Tweede groep 2                            | 9e                           | 3           | 1950        | 1986         | 1                       | Winnaar         |
| Sovjet-Unie                  | UEFA         | Winnaar groep 3                           | 7e                           | 3           | 1958        | 1986         | 0                       | Vierde          |
| Oostenrijk                   | UEFA         | Tweede groep 3                            | 6e                           | 1           | 1934        | 1982         | 0                       | Derde           |
| Nederland                    | UEFA         | Winnaar groep 4                           | 4e                           | 1           | 1934        | 1986         | 0                       | Tweede          |
| Duitsland                    | UEFA         | Tweede groep 4                            | 12e                          | 10          | 1934        | 1986         | 2                       | Winnaar         |
| Joegoslavië                  | UEFA         | Winnaar groep 5                           | 8e                           | 1           | 1930        | 1982         | 0                       | Vierde          |
| Schotland                    | UEFA         | Tweede groep 5                            | 7e                           | 5           | 1954        | 1986         | 0                       | Groepsfase      |
| Spanje                       | UEFA         | Winnaar groep 6                           | 8e                           | 4           | 1934        | 1986         | 0                       | Vierde          |
| Ierland                      | UEFA         | Tweede groep 6                            | 1e                           | 1           | n.v.t.      | n.v.t.       | n.v.t.                  | n.v.t.          |
| België                       | UEFA         | Winnaar groep 7                           | 8e                           | 3           | 1930        | 1986         | 0                       | Vierde          |
| Tsjecho-Slowakije            | UEFA         | Tweede groep 7                            | 8e                           | 1           | 1934        | 1982         | 0                       | Tweede          |
| Egypte                       | CAF          | Winnaar 1                                 | 2e                           | 1           | 1934        | 1934         | 0                       | Eerste ronde    |
| Kameroen                     | CAF          | Winnaar 2                                 | 2e                           | 2           | 1982        | 1982         | 0                       | Kwartfinale     |
| Zuid-Korea                   | AFC          | Eerste finaleronde                        | 3e                           | 2           | 1954        | 1986         | 0                       | Groepsfase      |
| Verenigde Arabische Emiraten | AFC          | Tweede finaleronde                        | 1e                           | 1           | n.v.t.      | n.v.t.       | n.v.t.                  | n.v.t.          |
| Colombia                     | CONMEBOL     | Intercontinentale play-off (CONMEBOL–OFC) | 2                            | 1           | 1962        | 1962         | 0                       | Groepsfase      |